# Dan (Michelangelo)
Dan je Michelangelova marmorna skulptura (160 x 150 cm, največja poševna dolžina 285 cm), za katero velja da je bila izdelana med letoma 1526-1531 in je del dekoracije Nove zakristije cerkve sv. Lovrenca v Firencah. Je ena izmed štirih alegorij delov dneva in je na desni strani na sarkofagu groba Giuliana de' Medici, vojvode Nemourskega.

## Zgodovina
Dan je verjetno začel delati leta 1526, ko je bil dokončan Lorenzov grob in Giulianov začet. Kip je bilo treba dokončati v nadaljevanju del, po prisilni prekinitvi zaradi obleganja Firenc in njegovih posledic, ko je umetnik leta 1534 odšel v Rim in je ostal v stanju vidnega "nedokončanega".

## Opis
Dan je predstavljen kot moška poosebljenost, napol razkrečen in gol, tako kot drugi kipi v seriji. Morda je imel za vzor rečna božanstva iz  slavoloka Septimija Severa, ali Belvederskega torza, od katerih je ponovno vzpostavil močno anatomsko strukturo. Obnovil je tudi pozo otroka v mladostni Madonni della Scala in enega od bronastih aktov v stropu Sikstinske kapele.
Kip je edini med nizom alegorij, ki obrača hrbet gledalcu, v pozi, ki je nasprotna položaju bližnje Noči. Levi komolec je upognjen v oporo, desna roka pa sega nazaj, kot da bi kaj iskala: dejansko je izklesana le podlaket, roka se namesto tega izgubi v neklesanem delu. Noge so prekrižane v nasprotni smeri vrtenja trupa, ta zasuk pa je poudarjen tudi z vrtenjem glave proti gledalcu. Bradati obraz, komaj skiciran, kaže le skrivnosten izraz, ki je zelo nepozaben in simboličen prav zaradi svoje nepopolnosti.
Delo je dobilo številne interpretacije: politični simbol upora suženjstva ali avtobiografska tema težnje po svobodi; simbol krščanske luči ali poosebljenje življenja; alegorija ognja ali kolerični temperament; poosebitev dejanja, bolečine, jeze, prezira ali maščevanja ...

## Slike
- Grobnica Giuliana de' Medici
- Dan
- Portret Giuliana de' Medici, vojvode Nemourskega